# Lennon Legend: The Very Best of John Lennon
Lennon Legend: The Very Best of John Lennon är ett samlingsalbum av John Lennon, utgivet första gången i Storbritannien 27 oktober 1997. I USA gavs det ut 24 februari 1998. 2003 gavs den ut på DVD.

## Låtlista
Samtliga låtar skrivna av John Lennon om inget annat namn anges.
1. Imagine - 3:02
2. Instant Karma! - 3:20
3. Mother (singelversion) - 3:53
4. Jealous Guy - 4:14
5. Power to the People - 3:17
6. Cold Turkey - 5:01
7. Love - 3:23
8. Mind Games - 4:11
9. Whatever Gets You thru the Night - 3:19
10. #9 Dream - 4:46
11. Stand By Me (Ben E. King/Jerry Leiber/Mike Stoller) - 3:27
12. (Just Like) Starting Over - 3:55
13. Woman - 3:26
14. Beautiful Boy (Darling Boy) - 4:00
15. Watching the Wheels - 3:31
16. Nobody Told Me - 3:33
17. Borrowed Time - 4:30
18. Working Class Hero - 3:49
19. Happy Xmas (War Is Over) (Lennon/Yoko Ono) - 3:33
20. Give Peace a Chance - 4:52